# Вехтошарят (филм, 1896)
„Вехтошарят“ (на френски: Le Chiffonnier) е френски късометражен ням филм, заснет през 1896 година от режисьора Жорж Мелиес. Кадри от филма не са достигнали до наши дни и той се смята за изгубен.